# Carl af Ekenstam
Carl Theodor af Ekenstam, född 1798, död 1879, var en svensk nykterhetskämpe. Han var farfar till Theodor af Ekenstam.

## Biografi
Carl af Ekenstam föddes 1798 på Sålla. Han var son till översten Nils Adolph af Ekenstam och Catharina Margareta Götherhielm.
Ekenstam blev major vid Flottans mekaniska kår 1828, och var även en känd industriman. Han var en av de mera kända patriotiska nykterhetsvännerna före och samtidigt med Peter Wieselgren. Redan 1831, samma år den första mera kända helnykterhetsföreningen bildades i Sverige, nedlade af Ekenstam frivilligt sitt stora bränneri vid Gusums bruk. Ekenstam författade ett flertal skrifter i nykterhetsfrågan, de flesta av nationalekonomiskt innehåll. Den mest kända var Frågor och svar rörande starka dryckers missbruk, till ungdomens tjenst framställde (1842), som på statens bekostnad utdelades till alla folkskolor och församlingar i riket. Tillsammans med Peter Wieselgren och A. Sandberg utsände 1876 af Ekenstam skriften Om brännvinsförbud och hindren derför.

### Familj
af Ekenstam gifte sig 7 mars 1828 i Gusum med Charlotta Vilhelmina Westerberg (1805–1864), dotter till bruksägaren Erik Vilhelm Westerberg och Anna Charlotta Gildeberg. De fick tillsammans barnen kaptenen Carl Adolf Vilhelm af Ekenstam (1829–1903), Axel Teodor af Ekenstam (1830–1833), Maria Carolina Vilhelmina af Ekenstam (1834–1923) som var gift med kyrkoherden Per Ludvig Lundborg i Rogslösa församling och ryttmästaren Gustaf Teodor Engelbrekt af Ekenstam (1840–1920).